# 威廉·莫里斯
威廉·莫里斯（英語：William Morris；1834年3月24日—1896年10月3日）是出身英格蘭的紡織設計師、詩人、藝術家、小說家、建築保護主義者、印刷商、翻譯家和與英國工藝美術運動相關的社會主義活動家。他是英國傳統紡織藝術和生產方法復興的主要貢獻者。
他出生在埃塞克斯郡沃爾瑟姆斯託的一個富裕中產階級家庭。他在牛津大學學習古典文學時受到中世紀主義的強烈影響，並在那裡加入伯明翰集。大學畢業後，他與簡·伯登（Jane Burden）結婚，並與拉斐爾前派藝術家愛德華·伯恩-瓊斯和但丁·加布里埃爾·羅塞蒂，以及新哥特式建築師菲利普·韦布建立了密切友誼。韋伯和他設計了紅屋；他從 1859 年到 1865 年住在那裡，然後搬到倫敦市中心的布盧姆斯伯里。1861年，他與伯恩-瓊斯、羅塞蒂、韋伯等，共同創立裝飾藝術公司 Morris, Marshall, Faulkner & Co.（後稱 Morris & Co.）；該公司的產品與服務隨即廣受歡迎，並對整個維多利亞時期的室內裝飾產生重大影響。
他從1871年起租用牛津郡凱爾姆斯科特莊園的鄉村度假勝地，同時在倫敦保留了一處主要住宅。他深受與 Eiríkr Magnússon 一起訪問冰島的影響，他寫作了一系列冰島傳奇的英文翻譯。1877 年，他成立古建築保護協會，以反對建築修復造成的破壞。他信奉馬克思主義，並在1880年代受無政府主義影響，成為革命社會主義活動家。在參與社會民主聯盟（英國最早的社會主義政黨之一）後，他於1884年参与創建社會主義聯盟，但他於1890年與該組織決裂。1891年，他創办Kelmscott出版社，出版限量版的泥金裝飾手抄本印刷書籍。

## 生平
威廉·莫里斯生於倫敦旁邊的沃尔瑟姆斯托。他出身富裕家庭，就讀於牛津大學埃克塞特學院，在那裡他受到約翰·拉斯金的影響，並結交了終身好友和合作夥伴但丁·加百利·羅塞蒂、愛德華·伯納-瓊斯、福德·馬多克斯·布朗（Ford Madox Brown）和菲利普·韦布。他的妻子簡·伯登來自工人階級。他有兩個女兒，簡（暱稱珍妮）和瑪麗（梅）。
他的朋友但丁·加百利·羅塞蒂等人創建了前拉斐爾派，在繪畫上追求古典的復興，反對「後拉斐爾」時代的學院派機械式教學與畫風。威廉·莫裡斯亦是前拉斐爾兄弟會的一員，無論在繪畫與設計理念上都有追求古典、反對機械化的傾向。
1851年，於英國倫敦舉行的第一屆萬國博覽會，是當時極為盛大的活動，無論工業、政界、商界、藝術人士都相當重視，威廉·莫裡斯躬逢其盛，但看完展覽之後卻極為失望，他認為展出之工業品過於粗糙、制式，毫無美感可言。於是威廉·莫裡斯與魯斯金John Ruskin、普金Pugin等人主導了美術工藝運動（Art & Craft Movement），抵制機械化生產的工業製造品、以及媚俗的矯飾藝術，而倡導手工藝的回歸，把工匠提升到藝術家的地位上。他認為藝術應當是平民可以承受的、手工的、誠實的，而非貴族專屬。莫里斯更有「現代設計之父」的美譽。
1861年威廉·莫裡斯與朋友創立了「莫裡斯、馬修、福克納公司」，前期專門設計、製作中世紀與哥德式的傢俱與手工藝品，後期生產的傢俱大致分階級傢俱（state furniture）與日作傢俱（work-day furniture）兩大類別。最後在莫裡斯的堅持下，該公司的合夥人都離開公司，公司改名為莫裡斯公司，繼續製作、販賣莫裡斯所堅持的各種手工藝設計品。
1885年，威廉·莫裡斯與愛琳娜·馬克思、貝爾福特·巴克斯等人在英國共同創建了社會主義同盟。
1891年，威廉·莫裡斯成立了自己的出版社－柯姆史考特出版社（Kelmscott Press），並且將晚年大部分的時間投注於書本以及花樣的設計，其中的許多書本設計成為了歷史上的經典，例如《傑弗裡·喬叟作品集》的設計。

## 建築
雖然莫里斯不算是真正意義上的建築師，但他對建築的愛好持續終身。1877年他創立了古建築保護協會。他的古跡維護工作间接導致了國民信托的建立。受約翰·拉斯金《威尼斯之石》關於哥特本质的作品啟發，建築在莫里斯對社會主義的追求中起到了重要的象征性作用。

## 座右銘
如果藝術不能與眾人分享，那麼藝術便失去價值

## 主要作品
- 《傑森的生與死》（1867）
- 《世俗的天堂（英语：The Earthly Paradise）》（1868-70），一系列講述希臘和中世紀故事的詩歌
- 《乌有乡消息（英语：News from Nowhere）》（1890）
- 《社会主义，它的发展和目的》（1894）（与贝尔福特·巴克斯合著）
- 《世界尽头的井（英语：The Well at the World's End）》（1896）
- 《奇迹岛的水（英语：The Water of the Wondrous Isles）》（1897）

## 外部連結
- 威廉·莫里斯的一生William Morris and his Circle
- 威廉·莫里斯藝廊The William Morris Gallery (London Borough of Waltham Forest)
- 威廉·莫里斯網路文章The William Morris Internet Archive （页面存档备份，存于） (marxists.org)
- 威廉·莫里斯協會The William Morris Society （页面存档备份，存于）
- 威廉·莫里斯的花紋設計William Morris Tiles and Textiles